# Alopecosa thaleri
Alopecosa thaleri là một loài nhện trong họ Lycosidae.
Loài này thuộc chi Alopecosa. Alopecosa thaleri được Hepner & Paulus miêu tả năm 2007.